# Mladeškovići
Mladeškovići su naseljeno mjesto u općini Konjic, Federacija Bosne i Hercegovine, BiH.
Naselje se nalazi nekoliko kilometara južno od Konjica.

## Stanovništvo

### 1991.
Nacionalni sastav stanovništva 1991. godine, bio je sljedeći:
ukupno: 350
- Srbi – 167
- Hrvati – 156
- Muslimani – 25
- Jugoslaveni – 1
- ostali, neopredijeljeni i nepoznato – 1

### 2013.
Nacionalni sastav stanovništva 2013. godine, bio je sljedeći:
ukupno: 142
- Bošnjaci – 88
- Hrvati – 40
- Srbi – 11
- ostali, neopredijeljeni i nepoznato – 3

## Vanjske poveznice
- Satelitska snimka[neaktivna poveznica]